# Kentarō Nakamoto
Pour les articles homonymes, voir Nakamoto.
Kentarō Nakamoto (中本 健太郎, Nakamoto Kentarō, né le 7 décembre 1982 à Shimonoseki) est un athlète japonais spécialisé dans le semi-marathon et le marathon.

## Records[1]
| Epreuve       | Temps   | Lieu     | Date             |
| ------------- | ------- | -------- | ---------------- |
| Semi-marathon | 1:02:29 | Marugame | 1er février 2009 |
| 30 kilomètres | 1:30:18 | Otsu     | 6 mars 2011      |
| Marathon      | 2:08:35 | Oita     | 3 février 2013   |

## Résultats dans les grands championnats[1]
| Epreuve  | Temps   | Lieu    | Date             | Championnat                             | Rang |
| -------- | ------- | ------- | ---------------- | --------------------------------------- | ---- |
| Marathon | 2:13:10 | Daegu   | 4 septembre 2011 | Championnats du monde d'athlétisme 2011 | 10   |
| Marathon | 2:11:16 | Londres | 12 août 2012     | Jeux olympiques d'été de 2012           | 6    |
| Marathon | 2:10:50 | Moscou  | 17 août 2013     | Championnat du monde d'athlétisme 2013  | 5    |

## Progression[1]

### Semi-marathon
| Temps   | Lieu      | Date             |
| ------- | --------- | ---------------- |
| 1:02:31 | Yamaguchi | 12 mars 2006     |
| 1:02:29 | Marugame  | 1er février 2009 |

### 30 kilomètres
| Temps   | Lieu     | Date            |
| ------- | -------- | --------------- |
| 1:31:41 | Kumamoto | 25 février 2007 |
| 1:30:18 | Otsu     | 6 mars 2011     |

### Marathon
| Temps   | Lieu    | Date            |
| ------- | ------- | --------------- |
| 2:13:54 | Nobeoka | 24 février 2008 |
| 2:13:53 | Tokyo   | 22 mars 2009    |
| 2:11:42 | Oita    | 7 février 2010  |
| 2:09:31 | Otsu    | 6 mars 2011     |
| 2:08:53 | Otsu    | 4 mars 2012     |
| 2:08:35 | Oita    | 3 février 2013  |